# Alexander Gutman
Alexander Gutman (1945-2016) foi um diretor de cinema russo.